# Manuela Taboada
María Manuela Antonia Basilia Rojas Taboada Camargo, más conocida como Manuela Taboada (Comonfort, 15 de junio de 1786-San Miguel de Allende, 9 de septiembre de 1845), fue una heroína y benefactora del movimiento de la Independencia de México.

## Biografía
Nació en el seno de una familia acaudalada, hija de Antonio Rojas Taboada de origen español y María Josefa Camargo, quienes tenían relaciones en las altas esferas de la política del Virreinato de la Nueva España. Manuela tenía 16 años de edad cuando se casó con Mariano Abasolo en la parroquia de San Francisco de Asís de Chamacuero, el 21 de junio de 1805. Ambos pertenecían a familias de buena posición social y económica, ella de Chamacuero (actualmente Comonfort) y Mariano originario de Dolores. Fue en esta última ciudad donde conocieron, frecuentaron y se aficionaron a las ideas del sacerdote Miguel Hidalgo y Costilla. Manuela mostró una extraordinaria madurez, superior a su edad cronológica. Poseía una ética, que la llevaba a actuar con justicia, valentía y con profunda coherencia.

## Movimiento de la independencia
Tres días después del grito de Dolores, el 19 de septiembre de 1810, llegó el ejército insurgente a Chamacuero donde se les unió un contingente. Ese día se hospedaron en la casa de Manuela Taboada los capitanes del ejército insurgente. Manuela Taboada apoyó económicamente con la donación de 40 mil pesos en oro, fue Miguel Hidalgo quien extendió un documento reconociendo la recepción de dicha cantidad como un préstamo que la nueva nación reintegraría a su beneficiaria (lo cual sucedió durante el gobierno de Porfirio Díaz quien le hizo entrega a sus familiares).
Al principio ella regresa a su pueblo, pero tuvo que huir después de que su casa fue atacada y saqueada por las tropas realistas, primeramente se dirige a Celaya llevando consigo a su suegra y otros familiares, tras ser perseguidos por los realistas se pasaron a Valladolid, y de ahí siguiendo a Hidalgo y Abasolo llegaron a Guadalajara. En esta ciudad realizó contribuciones para salvar a los españoles por la estima que les tenía, se dice que por sus relaciones salvó aproximadamente 100 españoles condenados a muerte. Manuela era una mujer caritativa que invertía parte de su capital en socorrer a los necesitados. En 1811, cuando la guerra de represalias entre independientes y realistas era verdaderamente sanguinaria y cruel, varios pueblos fueron ocupados por insurgentes que bajo las órdenes de Miguel Hidalgo, encarcelaban y fusilaban a varios realistas. Ante tal situación, Manuela Taboada cuestionó la política de Miguel Hidalgo de encarcelar a quienes habían nacido en España, sin distinción, e hizo uso de sus bienes, ofreciendo grandes cantidades de dinero, para que no fueran sujetos de abuso bajo la justicia insurgente, logrando también salvar la vida de inocentes criollos que iban a ser sacrificados. Este hecho se lee en la Gaceta de 30 de enero de 1812. 
Manuela Taboada no desaprobaba el movimiento insurgente como algunos historiadores lo sugieren, sino que desaprobaba la forma desde que Hidalgo exhibió los primeros síntomas de la locura del poder, Manuela denunció los latrocinios de los bienes de los españoles, los excesos permitidos y las conductas licenciosas del ejército insurgente, sobre todo, las ejecuciones de los españoles bajo el menor pretexto. Manuela Taboada se enfrentó de frente a Hidalgo, de tal forma que éste le tomó profunda animadversión, al grado de ordenar que no se le permitiera presentarse ante él. Resuelta por haber sido testigo de las crueldades que a la sombra de la Independencia se cometían, se trasladó a San Luis Potosí para convencer a Abasolo de retirarse del movimiento independentista e irse a Estados Unidos. Las cartas escritas a Abasolo demuestran patriotismo, amor y caridad, como ejemplo en la siguiente carta.

“Lo mejor es que si se puede se vayan a otro reino hasta ver allí el fin de este, y no te vuelvas a meter en nada, pues con las iniquidades que ha hecho el Cura, a todos nos ha perdido y es cosa espantosa el seguirlo, y más bien elegir el morir cuando no hubiera otro recurso, que no seguir un partido que han hecho tan afrentoso. Esta es la felicidad tan decantada de la América, y hubiera sido tal vez, cuando no hubieran cometido tantos excesos, que siquiera por buena política debían haberlos evitado, par no haberse atraído el odio de los mismos criollos, pues al fin no todos tienen corazones inhumanos…”

Manuela Taboada acompañó al ejército insurgente a través del desierto de Chihuahua. Tras la derrota en la Batalla del Puente de Calderón, Manuela Taboada, tuvo conocimiento de que serían emboscados para hacerlos prisioneros, noticia que le compartió a Miguel Hidalgo, quien hizo caso omiso del mensaje. Solicitó un pasaporte al General Félix Calleja, el cual se le otorga el 13 de febrero de 1811 con objeto de seguir a su esposo para que se retirara del movimiento, cabe mencionar que no fue por falta de convicción ni traición sino por las matanzas que consideraba excesivas y la conducta inaceptable de Hidalgo. Manuela viajó nuevamente insistirle a Mariano Abasolo de entregarse, en esta ocasión viajó con otras mujeres que también estaban interesadas en salvar la vida de sus parientes. Para el 27 de febrero de 1811, Manuela consiguió otro indulto, esta vez para Allende, quien al no estar de acuerdo le impidió ver a su esposo y no le permitió que mostrara los indultos. Aun así, Manuela no se apartó de los insurgentes y junto con el grupo siguió su travesía hacia el norte. Al llegar a Acatita de Baján, Coahuila, fueron capturados el 21 de marzo de 1811 por las tropas realistas, tomándoles como prisioneros y condenados a muerte. Manuela también fue llevada capturada, y hecha prisionera en Chihuahua. Al ser liberada, solicitó un indulto para su esposo, apoyada en el hecho de que había salvado la vida a varios individuos del ejército realista entre otros europeos; para esto se le solicitó que presentara testimonios y justificantes de esos hechos. Está documentado que Manuela insistió ante las autoridades, llevando a cabo todo un proceso legal para evitar que su marido muriera fusilado junto con otros insurgentes y emprendió un viaje a pie (en ocasiones a caballo) desde Saltillo hacia Aguascalientes, hasta lograr hablar con el virrey, ponderando la conducta que su esposo había tenido durante las hostilidades y en las gestiones que hizo para salvar a otros, reuniendo cartas, recomendaciones y testigos que comprobaron que su marido había sido insurgente pero que no había cometido crimen alguno.

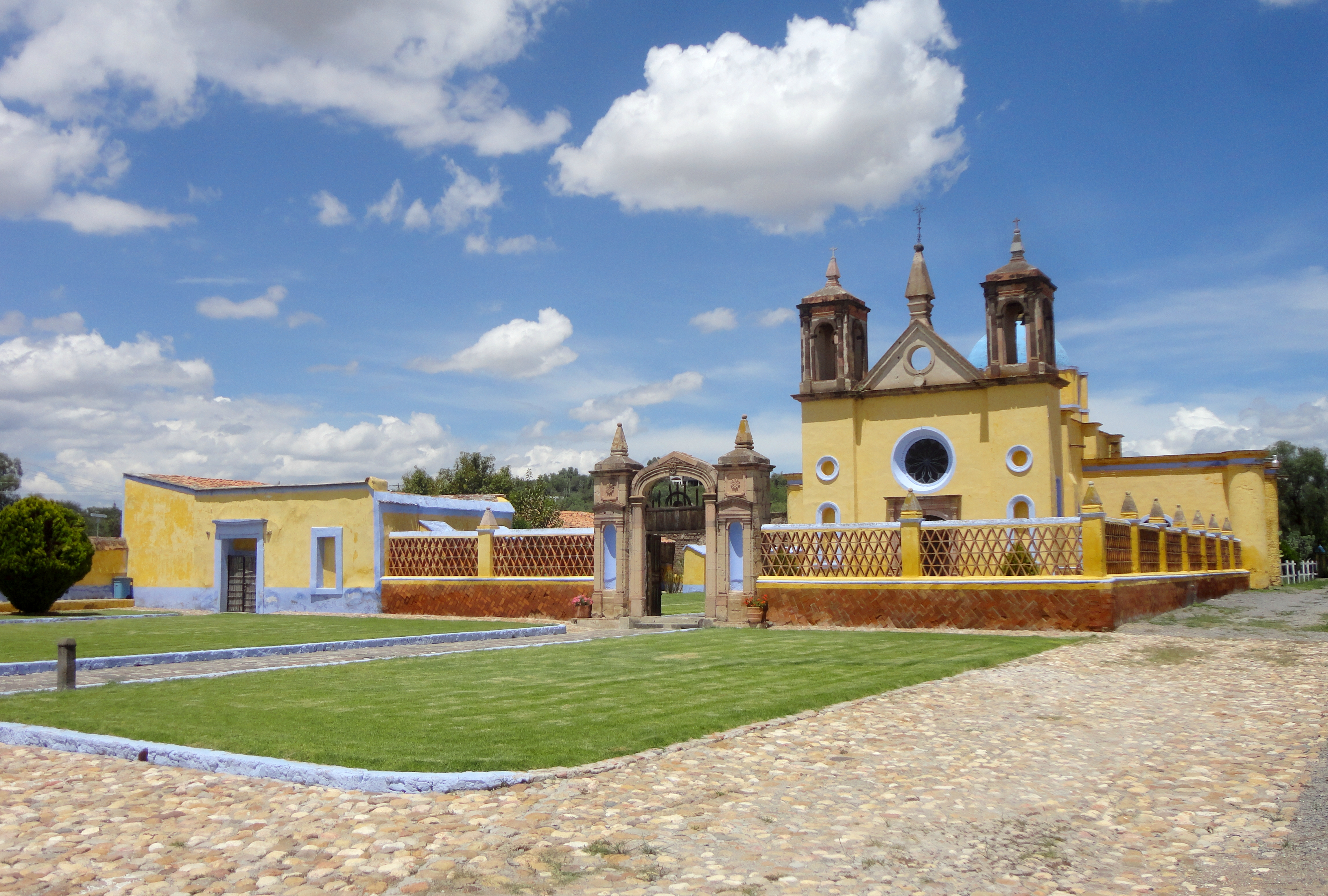
Hacienda El Rincón

Debido a su tenacidad consiguió que la sentencia de muerte fuera revocada, pero no la pena de destierro con prisión perpetua en España y la confiscación de bienes, condenado en el Castillo de Santa Catalina en Cádiz. Manuela lo acompañó, lo cuidó y procuró; vivió junto a la mazmorra en que lo arrojaron, sin tener recursos ya que se los habían quitado, lo siguió y durante la vida de éste durmió al sereno y vivió de limosna. Al enviudar, con tan sólo 30 años, regresó a México, cuando se estaba en víspera de consumarse la independencia y se entregó a la educación de su único hijo, Rafael Abasolo. Transcurrido el tiempo, se le regresaron los bienes y propiedades familiares, entre ellos la Hacienda de El Rincón (hoy rancho Santa Margarita) que administró hasta el final de sus días. Falleció a los 59 años, el 29 de septiembre de 1845.

## Homenajes
- 2011 - Se inauguró en Morelia, Michoacán, la calle Manuela Taboada.[16]

- 2017 - La Presidencia Municipal en conjunto con la Coordinación de Educación y la Escuela Primaria Urbana No. 1 Manuela Taboada, realizaron un acto cívico en homenaje al 231 Aniversario del Natalicio de Doña Manuela Taboada.[17]

- 2018 - Durante la tradicional Cabalgata de la Ruta de la Independencia, el grupo teatral de San Miguel Allende mostró la representación histórica en donde Doña Manuela Taboada entrega reales de oro a Don Miguel Hidalgo y Costilla para continuar la lucha de independencia.[18]

- 2019 - Se conmemoró en Comonfort, Guanajuato el CCXXXIII Aniversario del Natalicio de Doña Manuela Taboada.[19]

- 2020 - Se publica el libro La insurrecta que narra la historia de Manuela Taboada.[20]